# Eight Cousins
Cousins, ou The Aunt Hill, (Oito Primos, no Brasil) foi publicado em 1875, pela escritora estadunidense Louisa May Alcott.

## Sinopse
O livro conta a história de Rose Campbell, uma menina solitária e doente, órfã há pouco tempo, que vai morar com suas tias solteironas, matriarcas de sua rica família, em Boston. Quando o tutor de Rose, Tio Alec, retorna do exterior, assume sua responsabilidade e cuida da menina. Através de suas teorias heterodoxas sobre a criação dos filhos, ela se torna mais feliz e saudável, enquanto tenta encontrar seu lugar em sua família de sete primos e muitos tios e tias. Ela também faz amizade com Phebe, a jovem criada de suas tias, cuja atitude alegre em face da pobreza ajuda Rose a compreender e a valorizar sua própria fortuna.